# 宮之森跳台競技場
宮之森跳台競技場（日語：宮の森ジャンプ競技場）是位於日本北海道札幌市中央區宮之森的一個跳台滑雪競技場，該場所是由札幌市教育委員會所管理。

## 簡介
宮之森跳台競技場的建造目的，是為了舉行1972年的札幌冬季奧運會。當時為了順利進行札幌奧運會中的七十米跳台滑雪項目，當地政府建造了該競技場，結果由日本選手包辦金、銀、銅三面獎牌。而當年的各項比賽中，日本選手亦只有在這項比賽中才能獲得獎牌。1983年進行改建工程，將跳台下方的落地位置（術語為K點）改為九十米長，而且改修後該競技場更可以在夏天進行跳台滑草比賽。
2007年，札幌作為FIS北歐世界滑雪大賽的比賽場地，地點就是宮之森跳台競技場。為了準備這場大賽，札幌市政府便立即在2005年改建競技場，以配合國際滑雪聯盟所修訂的世界滑雪準則。
宮之森跳台競技場與另一個著名跳台競技場大倉山跳台競技場距離約為1.5公里。

## 外部連結
- （日語）介紹宮之森跳台競技場